# Campionatele Europene de tenis de masă din 2017
Campionatele Europene de tenis de masă din 2017 au avut loc la Luxemburg, Luxemburg în perioada 13-17 septembrie 2017. Concursul a avut loc la d'Coque.

## Tabel de medalii
| Poz | Țară          | Aur | Argint | Bronz | Total |
| --- | ------------- | --- | ------ | ----- | ----- |
| 1.  | Germania      | 1   | 1      | 0     | 2     |
| 2.  | România       | 1   | 0      | 0     | 1     |
| 3.  | Portugalia    | 0   | 1      | 0     | 1     |
| 4.  | Franța        | 0   | 0      | 1     | 1     |
| 4.  | Țările de Jos | 0   | 0      | 1     | 1     |
| 4.  | Rusia         | 0   | 0      | 1     | 1     |
| 4.  | Slovenia      | 0   | 0      | 1     | 1     |